# تو حال خودشه
«تو حال خودشه» (به انگلیسی: in her mood) ترانه‌ای از رپر آمریکایی آیس اسپایس می‌باشد که در ۶ ژانویهٔ سال ۲۰۲۳ از سوی تن‌کا پراجکتس و کپیتال رکوردز منتشر گردید.